# موسی مندلسون

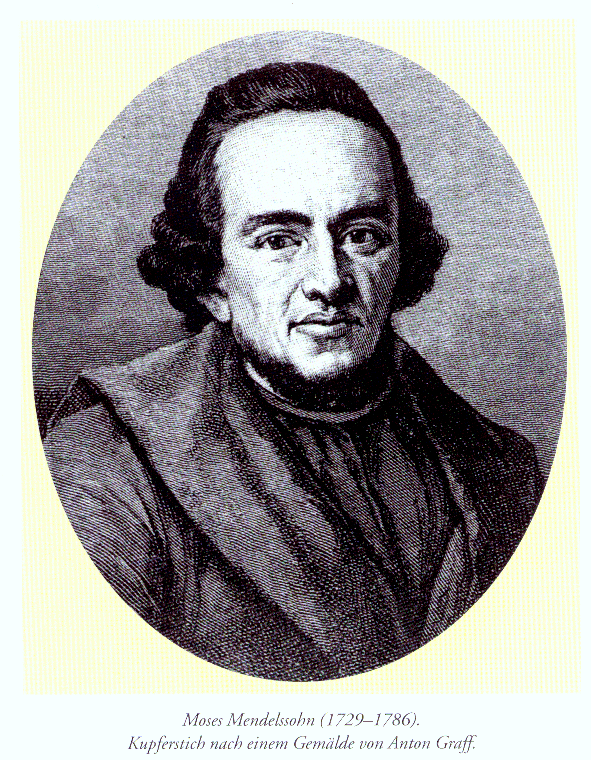
موسی مندلسون

موسی مندلسون (۶ سپتامبر ۱۷۲۹–۴ ژانویه ۱۷۸۶) فیلسوف آلمانی یهودی بود که تأثیر زیادی بر روشنگری آلمانی برجای گذاشت. او برای آزادی یهودیان آلمان تلاش بسیار مبذول نمود. برخی او را سومین موسی (پس از موسی ابن عمران و موسی ابن میمون) می‌دانند. او پدربزرگ موسیقی‌دان برجسته فلیکس مندلسون بود.

## زندگی‌نامه
مندلسون در دساو به‌دنیا آمد. پدرش کاتبی فقیر بود؛ مندل نام داشت و ازاین‌رو موسی بعدها نام فامیلی مندلسون (به‌معنی پسر مندل) را برگزید. وی تحصیلات ابتدایی را نزد پدرش و یک ربی محلی به‌نام دیوید فرنکل آغاز کرد. فرنکل علاوه بر تلمود و عهد قدیم، او را با فلسفهٔ ابن میمون نیز آشنا کرد. در ۱۷۴۳ فرنکل به برلین فراخوانده شد و چند ماه بعد مندلسون به‌دنبال او به برلین رفت.
در برلین به مطالعهٔ تلمود ادامه داد و علاوه بر آن به تقویت زبان لاتین، یونانی، فرانسه و انگلیسی پرداخت. اولین کار مهم فلسفی که وی به زبان لاتین خواند رسالهٔ لاک پیرامون فهم انسانی (به انگلیسی: Essay concerning Human Understanding) بود.
در شمارهٔ دسامبر ۱۷۸۳ ماهنامهٔ برلینیشه مناتسشریفت (به آلمانی: Berlinische Monatsschrift)، فریدریش زولنر، کشیشی پروتستان اهل برلین، مقاله‌ای در مخالفت با نکاح عرفی (به آلمانی: Zivilehe) نگاشت و در آن به سرگشتگی‌هایی اشاره کرد که «به‌نام روشن‌نگری در ذهن و در دل مردم به‌وجود آمده‌است…». در پانوشت این مقاله وی این پرسش را مطرح کرد که «به‌راستی روشن‌نگری چیست؟». نخستین کسی که به‌این پرسش پاسخ داد، موسی مندلسون بود که در شمارهٔ سپتامبر ۱۷۸۴ در مقاله‌ای تحت عنوان «دربارهٔ پرسش: روشن‌نگریستن چیست؟» (به آلمانی: Über die Frage: was heißt aufklären) به آن پاسخ داد. پس از آن بود که در شمارهٔ دسامبر ۱۷۸۴ همان ماهنامه، مقالهٔ مشهور کانت تحت عنوان «در پاسخ به پرسش روشن‌نگری چیست؟» - بدون اینکه از چاپ پاسخ مندلسون آگاه باشد - به‌چاپ رسید.

## فلسفه
تلاش اصلی فلسفی او فراهم کردن براهین قانع‌کننده‌تری برای اثبات وجود، مشیت و سرمدیت خداوند بود.
در اواخر عمرش هرچند فلسفهٔ ضد راسیونالیستی یاکوبی و فلسفهٔ انتقادی کانت بر اعتقاد او به اثبات‌پذیر بودن ادراکات بنیادی متافیزیکی متزلزل ساخت، هرگز اطمینان او بر حقیقت آن را از میان نبرد.